# Арсеньев, Александр Михайлович
Алекса́ндр Миха́йлович Арсе́ньев (4 сентября (22 августа) 1906 года, дер. Слуговищево, Можайский район, Московская губерния, Российская империя — 19 сентября 1988 года, Москва, РСФСР, СССР) — советский учёный-педагог, организатор педагогической науки, академик АПН РСФСР (1959), академик АПН СССР (1968).

## Биография
Родился 4 сентября (22 августа по старому стилю) 1906 года в деревне Слуговищево Можайского района Московской губернии.
С 1923 года — преподавал в одной из сельских школ Можайского района.
В 1930 году — окончил педагогический факультет Академии коммунистического воспитания имени Н. К. Крупской.
С 1931 года — вёл научно-педагогическую работу в Академии коммунистического воспитания, Институте народов Севера.
С 1949 по 1958 годы — заместитель Министра просвещения РСФСР, занимался вопросами подготовки педагогических кадров, развития сети педагогических учебных заведений, проблемами профотбора молодёжи.
С 1958 по 1960 годы — директор НИИ теории и истории педагогики АПН СССР.
С 1960 по 1969 годы — директор НИИ общего и политехнического образования.
С 1970 по 1974 годы — директор НИИ общей педагогики.
В 1974 году — защитил докторскую диссертацию, в 1975 году — присвоено учёное звание профессора.
С 1979 года — старший научный сотрудник, консультант НИИ содержания и методов обучения.
В 1957 году — избран членом-корреспондентом АПН РСФСР, в 1959 году — избран академиком АПН РСФСР, в 1968 году — стал действительным членом АПН СССР.
Умер 19 сентября 1988 года, похоронен на Кунцевском кладбище Москвы.

## Научная деятельность
Принимал активное участие в разработке новых учебных программ и совершенствовании содержания образования.
Автор обобщающих работ по методологических проблемам педагогики, под его редакцией были изданы педагогические труды Н. К. Крупской, Н. А. Добролюбова, А. В. Луначарского.

### Сочинения
- Роль Н. К. Крупской в строительстве Советской школы, М., 1958;
- Советская школа на современном этапе, совм. с И. А. Каировым и др., М., 1961;
- Основы коммунистического воспитания, совм. с Ф. Ф. Королевым, Г. Е. Глезерманом и др., 2 изд., М., 1962;
- Повышение квалификации учителей, М., 1962;
- Uber die Grundziige der sozialistischen urid kommunistischen Erziehung, в сб.: Das Schulwesen sozialisti-scher Lander in Europa, В., 1962.